# Copris macer
Copris macer là một loài bọ cánh cứng trong họ Bọ hung (Scarabaeidae).